# Sophia Agranovich
Sophia Agranovich (en ruso: София Агранович; en ucraniano : Софія Агранович) es una concertista de piano clásica estadounidense nacida en la Unión Soviética, artista del sello Centaur Records, educadora musical y directora artística. Tiene títulos de licenciatura y maestría de la Juilliard School, donde enseñó piano como profesora asociada. Continuó sus estudios de doctorado en el Teachers College de la Universidad de Columbia. Sus presentaciones en vivo y su discografía han ganado premios internacionales y elogios de la crítica. Sus álbumes se han colocado entre los 10 primeros en todos los géneros musicales en One World Music Radio y en World Top Radio Airplay Charts. Es una artista de Steinway y ha sido descrita por la revista Fanfare como "una pianista audaz y atrevida en la tradición de los románticos de la Edad de Oro" y elogiada por la American Record Guide por su "magnífico acentuado y su musicalidad superior".

## Biografía

### Primeros años y formación musical
Sophia Agranovich nació en Chernivtsi, RSS de Ucrania, Unión Soviética (actual Ucrania). Su padre era dentista y su madre era profesora de inglés y fue su primera profesora de piano. Agranovich comenzó lecciones formales de piano a los cinco años. A los seis años fue aceptada en la Escuela de Música de Chernivtsi y dio su primer concierto público. Sus maestros fueron Anna Stolyarevich y Alexander Edelmann (ambos compañeros de Vladimir Horowitz y discípulos de Felix Blumenfeld y Heinrich Neuhaus). A los 10 años, Agranovich ganó el Concurso de Jóvenes Artistas de Ucrania (ahora conocido como el Concurso Internacional de Música Mykola Lysenko), como la participante más joven de ese año. Sus conciertos fueron transmitidos por emisoras de radio y televisión nacionales.
Agranovich se graduó de la Escuela de Música de Chernivtsi en 1971. Después de emigrar con su familia a los Estados Unidos a los 15 años, ingresó en la Juilliard School en Nueva York con una beca completa en la clase del profesor Sascha Gorodnitzki. Agranovich también estudió con Nadia Reisenberg. Se graduó en la Juilliard con una Licenciatura en Música en 1977 y con una Maestría en Música en 1978. A continuación ganó el Concurso Filarmónico de Bergen en 1979. Obtuvo una beca y empezó a enseñar piano en la Juilliard. Agranovich continuó sus actividades académicas en el Teachers College de la Universidad de Columbia, tomando cursos de Doctorado en Filosofía en Educación Musical, Teoría de la Música e Historia de la Música de 1980 a 1981.

### Hiato de la música
Agranovich hizo una pausa en su carrera musical en la década de 1980 para formar una familia y seguir una carrera adicional en tecnología de la información. Habiendo obtenido una certificación en Ciencias de la Computación de la Empire Technical School en la ciudad de Nueva York en 1981, su carrera en tecnología se desarrolló en un empleo como analista de sistemas para la Metropolitan Life Insurance Company en 1985 (donde recibió el Premio Presidencial a la Calidad en Sistemas Informáticos) y más tarde fue programadora/analista sénior en Merrill Lynch en 1987. Finalmente, fue ascendida a directora de proyectos/vicepresidenta adjunta en 1995 y vicepresidenta en 2001.
En 2008, Agranovich se retiró de su carrera en TI y estudió naturopatía, medicina tradicional india y medicina tradicional china. En 2008 recibió certificaciones de la Asociación Nacional de Entrenadores de Ejercicios y Deportes/Instituto Spencer y la Asociación Estadounidense de Practicantes sin Drogas en Yoga, Pilates y otras disciplinas holísticas. De 2009 a 2012 enseñó Yoga y Pilates.

### Carrera musical
En 2008, Agranovich reinició su carrera musical profesional como concertista de piano, artista discográfica, educadora musical y directora de programas. Ha actuado en los Estados Unidos, Europa, Israel y Canadá, y fue invitada a actuar en China. En 2017 dio recitales en solitario en el Festival Pennautier y en Juan-les-Pins en Francia donde estrenó Quatre préludes en hommage a Chopin, op. 162 que le ha dedicado la compositora francesa Françoise Choveaux. Otros estrenos han sido la Sonata para clarinete y piano de Roger Stubblefield y su Nocturne para viola y piano. Ha dado conciertos en el David Geffen (antes Avery Fisher) Hall, el Bruno Walter Auditorium y el Paul Hall en Lincoln Center, en el Carnegie Weill Recital Hall, el Merkin Concert Hall y en los museos Metropolitan, Steinway Hall and Galleries, Bargemusic, el Tenri Cultural Institute, la Fundación Cultural Polaca, Lambert Castle, Watchung Arts Center, Salle Cortot, Ehrbarsaal y el Kaiser Hall.

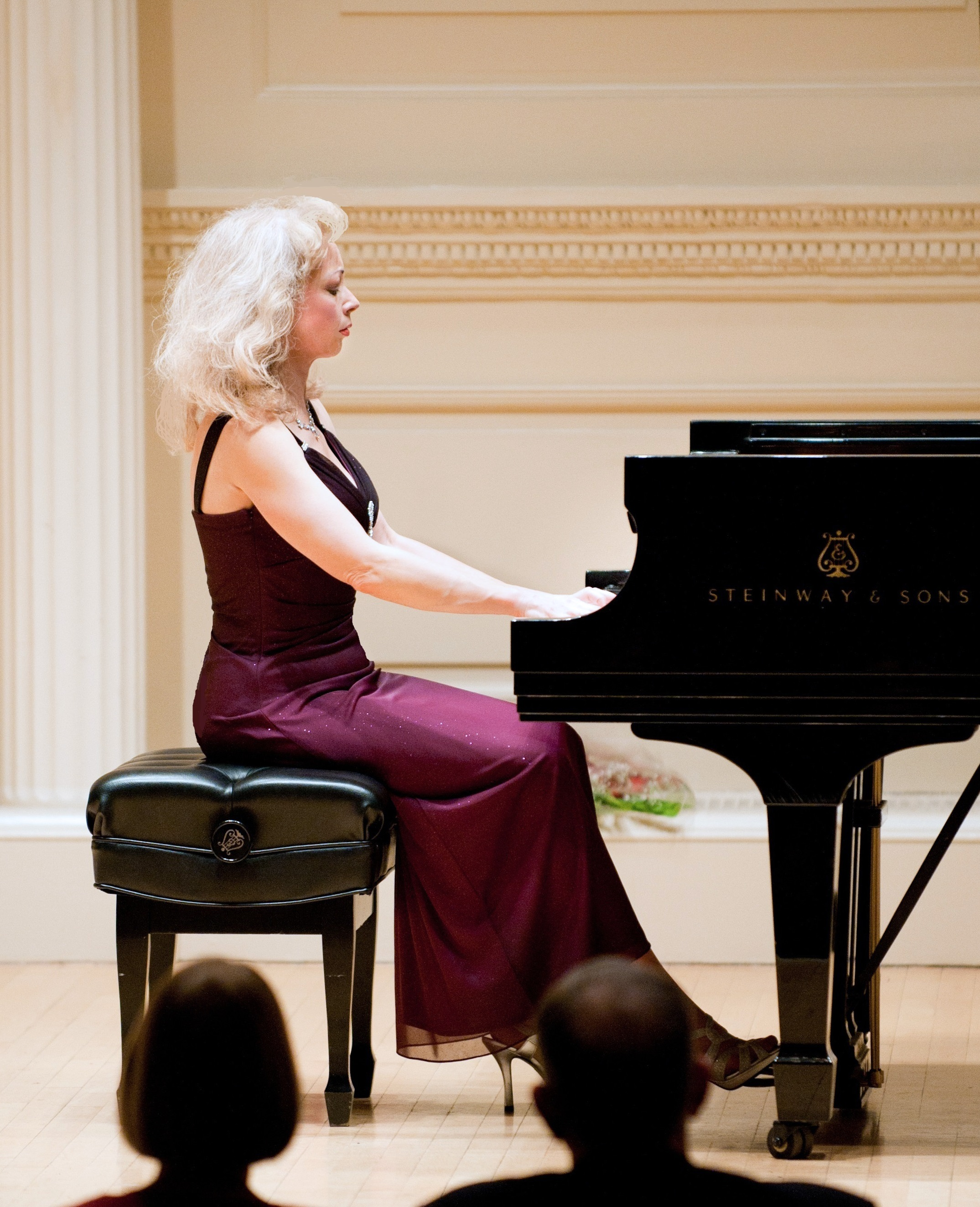
Sophia Agranovich en concierto en solitario en el Carnegie Hall el 5 de noviembre de 2011

Otros lugares de actuación incluyen numerosos colegios y universidades, como el Instituto de Tecnología de Nueva Jersey, la Academia de Música Rubin, la Academia Nacional de Música Pyotr Tchaikovsky de Ucrania y el Conservatorio Estatal de Lviv. Ha colaborado con solistas como Mark Peskanov, Shlomo Mintz, Christopher Collins Lee, Andrew Litton, Alexander Mishnaevski, Gregory Singer, Brett Deubner, Andrew Lamy, Andatole Wieck, Rupam Sarmah y Kathleen Supové.
Agranovich ha lanzado diez álbumes musicales desde 2010 hasta 2022, incluidos siete en Centaur Records, que consisten principalmente en un repertorio virtuoso para piano de la era romántica. También es la autora de las notas de portada de sus álbumes.
Sophia Agranovich pertenece a la lista de Steinway Artists, y aparece anualmente en Marquis Who's Who in America y Who's Who in the World. Es miembro con derecho a voto de NARAS, mentora de los GrammyU® y miembro activo de numerosas organizaciones musicales profesionales, incluidas la American Liszt Society, la College Music Society y la Leschetizky Association. Además, ha formado parte de la junta de la NJMTA afiliada a la Asociación Nacional de Maestros de Música, y es directora artística de la serie de música "Classicals at the Circle" en el Watchung Arts Center y presidenta del programa y miembro de la junta de la Asociación de Educadores de Música de Nueva Jersey.

## Discografía
| Año  | Álbum | Sello                                                            |
| ---- | --- | ---------------------------------------------------------------- |
| 2010 | "Obras maestras virtuosas románticas" ( Beethoven: Sonata n.º 21 en do mayor 'Waldstein' ; obras de Chopin, Liszt, Schumann, Scriabin ) | Armonioso / CDBaby                                               |
| 2012 | "Franz Liszt - Tributo Bicentenario" (Liszt: Estudios ' Un Sospiro' y 'La Campanella' ; Rhapsodie Espagnole ; Sonata en si menor ) | Armonioso / CDBaby                                               |
| 2014 | "Pasión y fantasía" ( Beethoven: Sonata en fa menor 'Appassionata' ; Chopin: Fantasía en fa menor ; Sonata en si menor) | Romeo / Albany                                                   |
| 2014 | "Brahms, Schumann and Liszt: Piano Works" (Variaciones Brahms-Paganini - libros completos I y II; Schumann: Symphonic Etudes ; Schumann-Liszt: Liebeslied 'Widmung')                                                                               | Centaur Records / Naxos                                          |
| 2015 | Schubert: 'Wanderer' Fantasie ; Chopin: 4 baladas (completas) | Centaur Records / Naxos                                          |
| 2016 | "Robert Schumann: Carnaval and Fantasie" ( Carnaval, Op.9 ; Fantasía en do mayor, Op. 17 ) | Centaur Records / Naxos                                          |
| 2018 | "Chopin y Liszt: Piano Works" ( Chopin: Polonaise-Fantaisie, Nocturne Op. 48 No.1 ; Liszt : 3 Sonnetti del Petrarca (completo); 'Dante' Sonata ; Hungria Rhapsody No. 14 )                                                                         | Centaur Records / Naxos                                          |
| 2020 | "En celebración del 210 aniversario de Chopin": Sonata en si bemol menor ; 4 Scherzi (completo); Polonesa 'Héroïque' | Centaur Records / Naxos                                          |
| 2021 | "En celebración del 250 aniversario de Beethoven": Fantasie Op. 77; Sonatas 'Pathétique', 'Moonlight', ' Tempest' | Centaur Records / Naxos                                          |
| 2022 | "Franz Liszt: Rapsodias, estudios y transcripciones": Rapsodias húngaras núms. 6 y 13; Schubert/Liszt " Ständchen (Serenata)", " Erlkönig (Rey Elfo)", " Die Forelle (La Trucha)"; Estudios Trascendentales No. 9 "Ricordanza" y No. 4 " Mazeppa " | Centaur Records / Naxos                                          |
| 2022 | "Peace and Joy (Mendelssohn/Mozart World)" - sencillo con Rupam Sarmah ; también incluido en el álbum ARISE TOGETHER | RJ Productions International, Fundación Global One Little Finger |